# 楠见蓝子
楠見蓝子（1983年5月11日—）是一位日本女性声优，出生于千叶县，曾附属于Mausu Promotion。2023年4月1日加入Production Ace旗下。

## 经历
毕业于桐朋学园艺术短期大学戏剧专业。并于2006年进入Mausu Promotion旗下演员培训所。 2008年加入Mausu Promotion 。 于2023年2月底，离开Mausu Promotion成为自由职业者。

## 人物
与父亲楠见尚己同一所事务所。
与演剧集团Caramelbox 所属的多田直人结婚，但于2011年12月9日离婚。之后于2014年5月2日宣布与一名普通男子再婚 ，并于次年3月29日生下长子 ，2018年11月29日再生第二胎。

## 演出作品
※粗體字為主要角色。

### 电视动画
2008年
- 神薙（女学生）

2009年
- 加奈日記（记者、播音员）
- 戰鬥司書 The book of Bantorra（店員）

2010年
- 王牌投手 振臂高揮〜夏季大會篇〜（有利）
- 強襲魔女2（萊莎·佩托堅）

2011年
- 偶像大師（女高中生C）
- Suite 光之美少女♪（甜點部部員、女學生、惠、母親、小孩、少年）
- 刀锋战士（桑代尔·霍隆）
- 魯邦三世 血之刻印 永遠的美人魚（女子）

2012年
- 心灵判官（川原崎加賀美）
- Fate/Zero 2nd season（小孩）
- 魯邦三世 -名為峰不二子的女人-（舞者[11]）

2014年
- GUNDAM創戰者TRY（女学生）
- 七大罪（鍚杖之子）

2024年
- 神奇柑仔店 錢天堂（神子山香枝）

### 剧场版动画
2012年
- Blood-C: The Last Dark （女学生）

2015年
- 强袭魔女 Operation Victory Arrow vol.2 爱琴海的女神（萊莎·佩托堅 [12] ）

### Web版动画
2017年
- Mausu Promotion (动画)（小熊猫的爱子，爱子的儿子）

### OVA
2010年
- 超级街头霸王IV （人偶01） -Xbox 360版限定特典动画

2012年
- 殭屍哪有那麼萌？ 第13话 (来宫、达林·阿杰特)-BD / DVD 第 6 卷收录

### 游戏
2009年
- 剑与魔法与学园2（空竹, 女）
- 最终幻想 XIII （茧公民）
- 逆转奥赛罗尼亚（伊什克）

2021年
- Girls X Battle 2（爱丽儿、服部半藏、法政、雪玲云）

### 连续剧CD
2009年
- Love Attack! （林）
- 瑪莉亞的凝望 念珠/黄玫瑰警告

2012年
- Shirokuro Nekuro （Zombies）*電擊文庫MAGAZINE第 18 卷附录“豪华配音阵容 x 第 17 届电击小说奖合作 CD”

2015年
- 强袭魔女行动胜利之箭 vol.2 爱琴海女神Amazon.co.jp 限定版赠品续集连续剧 CD「魔女是美丽的」（赖莎·佩根）

2019年
- MAUSU THEATER

### BLCD
- 爱情·费洛蒙 (2008)

### 外语配音

#### 电影
2009年
- 鷹眼

2010年
- 型男飛行日誌
- 赎命24小时

2011年
- 獵殺第四行者（妮可）
- 給茱麗葉的信（帕特里夏）
- 歪小子史考特（恩薇·亞當斯〈布丽·拉尔森〉）

2012年
- 超自然现象3（小时候的克里斯蒂〈杰西卡·泰勒·布朗〉）

2013年
- 極地戰狼（目标的女儿）

2014年
- 鬼影实录：诅咒（小时候的克里斯蒂）
- 三日杀戮（佐伊·雷纳〈海莉·史坦菲德〉）

2015年
- 唐山大地震 （小　河〈王子文〉）

#### 连续剧
2008年
- CSI犯罪現場：紐約
- 靈媒緝凶

2009年
- 風之國（清流）

2010年
- 爱卡莉
- 慾海醫心
- 「法」妻
- 铁证悬案6（雪莉）
- 麵包王金卓求（梁美順〈李英雅〉）
- 善德女王（摩耶夫人〈少年期〉）
- 大侦探波洛 第三的女（诺玛·莱斯塔里克〈幼少〉）※NHK版

2011年
- 老哥帮帮忙（乌苏拉〈Kiara Muhammad〉）
- 犯罪心理：嫌犯动机
- 肯尼迪家族
- 铁证悬案7 最終章（年轻的吉娜）
- 对我说谎试试（吳允珠〈趙胤熙〉）

2012年
- 犯罪心理 6
- 督察班克斯
- SKIP BEAT！華麗的挑戰
- 斯巴达克斯：复仇
- 疑犯追踪

2013年
- 五指（洪多美）
- 犯罪心理 7
- 神探默多克

2014年
- 犯罪心理8

2016年
- 犯罪心理10

#### 动画
2013年
- 无敌破坏王 （宇宙）
- 彼得潘的新冒險(小叮当[13] )

2017年
- Lego Friends The Power of Friendship ( Olivia ) *2017地面版

2020年
- 多萝西与绿野仙踪（多萝西[14] ，奥兹玛女王）

### 节目
- 午夜百货店-欢迎来到密室第18集（2016年，东京电视台）

## 外部连接
- おひめさまごっこ。的Ameba部落格（日語）
- 楠見藍子的X（前Twitter）